# Liste der Kulturdenkmale in Meineweh
In der Liste der Kulturdenkmale in Meineweh sind alle Kulturdenkmale der Gemeinde Meineweh und ihrer Ortsteile aufgelistet. Grundlage ist das Denkmalverzeichnis des Landes Sachsen-Anhalt, das auf Basis des Denkmalschutzgesetzes des Landes Sachsen-Anhalt vom 21. Oktober 1991 durch das Landesamt für Denkmalpflege und Archäologie Sachsen-Anhalt erstellt und seither laufend ergänzt wurde (Stand: 31. Dezember 2020).

## Kulturdenkmale nach Ortsteilen

### Meineweh
| Lage                                                                     | Bezeichnung    | Beschreibung | Erfassungs- nummer | Ausweisungsart | Bild           |
| ------------------------------------------------------------------------ | -------------- | ------------ | ------------------ | -------------- | -------------- |
| Landstraße zwischen Meineweh und Eisenberg westlich der Ortslage (Karte) | Sühnekreuz     |              | 094 86587          | Baudenkmal     | BW             |
| Lindenplatz westlich des Ritterguts (Karte)                              | Kirche         |              | 094 85351          | Baudenkmal     | Kirche         |
| Lindenplatz 6, 7, 8 (Karte)                                              | Rittergut      |              | 094 85349          | Baudenkmal     | Rittergut      |
| Meineweher Hauptstraße südlicher Ortsrand                                | Friedhof       |              | 094 85353          | Baudenkmal     |                |
| Meineweher Hauptstraße nördlicher Teil der Ortschaft (Karte)             | Kriegerdenkmal |              | 094 85345          | Baudenkmal     | Kriegerdenkmal |
| Meineweher Hauptstraße nördlicher Teil des Ortes am Gutspark (Karte)     | Kriegerdenkmal |              | 094 85347          | Baudenkmal     | Kriegerdenkmal |
| Meineweher Hauptstraße 27 (Karte)                                        | Wohnhaus       |              | 094 85348          | Baudenkmal     | Wohnhaus       |
| Reiche Gasse 3 (Karte)                                                   | Wohnhaus       |              | 094 85354          | Baudenkmal     | Wohnhaus       |

### Oberkaka
| Lage                                                                                        | Bezeichnung    | Beschreibung | Erfassungs- nummer | Ausweisungsart | Bild           |
| ------------------------------------------------------------------------------------------- | -------------- | ------------ | ------------------ | -------------- | -------------- |
| Hauptstraße/Teucherner Straße, vor Nr. 4 / ehem. Gaststätte, nördliche Straßenseite (Karte) | Distanzstein   | 826          | 094 85343          | Baudenkmal     | Distanzstein   |
| Hauptstraße am westlichen Ortsausgang (Karte)                                               | Kriegerdenkmal |              | 094 85416          | Baudenkmal     | Kriegerdenkmal |
| Hauptstraße 5 (Karte)                                                                       | Keller         |              | 094 85344          | Baudenkmal     | Keller         |

### Pretzsch
| Lage                                                               | Bezeichnung    | Beschreibung | Erfassungs- nummer | Ausweisungsart | Bild           |
| ------------------------------------------------------------------ | -------------- | ------------ | ------------------ | -------------- | -------------- |
| Pretzscher Hauptstraße westlich der Hauptstraße, Ortsmitte (Karte) | Kriegerdenkmal |              | 094 83812          | Baudenkmal     | Kriegerdenkmal |

### Priesen
| Lage                           | Bezeichnung | Beschreibung | Erfassungs- nummer | Ausweisungsart | Bild      |
| ------------------------------ | ----------- | ------------ | ------------------ | -------------- | --------- |
| Priesener Dorfstraße 3 (Karte) | Bauernhof   |              | 094 85360          | Baudenkmal     | Bauernhof |
| Wiesenweg Ortsmitte (Karte)    | Kirche      |              | 094 85361          | Baudenkmal     | Kirche    |
| Wiesenweg 1 (Karte)            | Wohnhaus    |              | 094 85362          | Baudenkmal     | Wohnhaus  |

### Quesnitz
| Lage                                        | Bezeichnung    | Beschreibung | Erfassungs- nummer | Ausweisungsart | Bild      |
| ------------------------------------------- | -------------- | ------------ | ------------------ | -------------- | --------- |
| Droyßiger Weg 1 (Karte)                     | Bauernhof      |              | 094 86094          | Baudenkmal     | Bauernhof |
| Droyßiger Weg 3, 3a (Karte)                 | Tagelöhnerhaus |              | 094 86095          | Baudenkmal     | BW        |
| Quesnitzer Dorfstraße östlich Nr. 4 (Karte) | Kirche         |              | 094 86092          | Baudenkmal     | Kirche    |
| Quesnitzer Dorfstraße 4 (Karte)             | Bauernhof      |              | 094 86091          | Baudenkmal     | Bauernhof |

### Schleinitz
| Lage                     | Bezeichnung | Beschreibung | Erfassungs- nummer | Ausweisungsart | Bild     |
| ------------------------ | ----------- | ------------ | ------------------ | -------------- | -------- |
| Brunnenstraße 34 (Karte) | Gutshaus    |              | 094 86401          | Baudenkmal     | Gutshaus |
| Moschelstraße 17 (Karte) | Bauernhof   |              | 094 86402          | Baudenkmal     | BW       |
| Moschelstraße 19 (Karte) | Wohnhaus    |              | 094 86400          | Baudenkmal     | Wohnhaus |

### Thierbach
| Lage                                     | Bezeichnung | Beschreibung        | Erfassungs- nummer | Ausweisungsart | Bild      |
| ---------------------------------------- | ----------- | ------------------- | ------------------ | -------------- | --------- |
| östlich von LPG 1 (Karte)                | Park        |                     | 094 85358          | Baudenkmal     | Park      |
| LPG 1, 2 (Karte)                         | Rittergut   | Rittergut Thierbach | 094 85357          | Baudenkmal     | Rittergut |
| Thierbacher Dorfstraße Ortsmitte (Karte) | Kirche      |                     | 094 85355          | Baudenkmal     | Kirche    |
| Thierbacher Dorfstraße 14 (Karte)        | Schule      |                     | 094 85356          | Baudenkmal     | Schule    |
| Thierbacher Siedlung 1 (Karte)           | Bauernhof   |                     | 094 85359          | Baudenkmal     | Bauernhof |

### Zellschen
| Lage                                             | Bezeichnung | Beschreibung | Erfassungs- nummer | Ausweisungsart | Bild     |
| ------------------------------------------------ | ----------- | ------------ | ------------------ | -------------- | -------- |
| Am Anger 5 ehemals OT Unterkaka (Karte)          | Wohnhaus    |              | 094 85562          | Baudenkmal     | Wohnhaus |
| Kistritzer Straße 3 ehemals OT Unterkaka (Karte) | Gutshaus    |              | 094 85564          | Baudenkmal     | Gutshaus |

## Ehemalige Kulturdenkmale nach Ortsteilen
Die nachfolgenden Objekte waren ursprünglich ebenfalls denkmalgeschützt oder wurden in der Literatur als Kulturdenkmale geführt. Die Denkmale bestehen heute jedoch nicht mehr, ihre Unterschutzstellung wurde aufgehoben oder sie werden nicht mehr als Denkmale betrachtet.

### Meineweh
| Lage                      | Bezeichnung | Beschreibung                                                                                                 | Erfassungs- nummer | Ausweisungsart | Bild     |
| ------------------------- | ----------- | --- | ------------------ | -------------- | -------- |
| Lindenplatz 1             | Bauernhof   | Im Jahr 2018 wurde der Bauernhof nach einer ungenehmigten Zerstörung aus dem Denkmalverzeichnis ausgetragen. | 094 85352          | Baudenkmal     |          |
| Lindenplatz 3 (Karte)     | Pfarrhof    | Pfarrhof, nach Abbruch 2019 aus dem Denkmalverzeichnis ausgetragen.                                          | 094 85350          | Baudenkmal     | Pfarrhof |
| Meineweher Hauptstraße 24 | Wohnhaus    | | 094 85346          |                |          |

### Quesnitz
| Lage                           | Bezeichnung    | Beschreibung                                                                                              | Erfassungs- nummer | Ausweisungsart | Bild |
| ------------------------------ | -------------- | --- | ------------------ | -------------- | ---- |
| Droyßiger Weg 5 (Karte)        | Tagelöhnerhaus | Tagelöhnerhaus Nach Abbruch wurde das Gebäude am 9. November 2020 aus dem Denkmalverzeichnis ausgetragen. | 094 86096          | Baudenkmal     | BW   |
| Quesnitzer Dorfstraße 3, 5, 10 | Gutshof        | | 094 86093          |                |      |

### Zellschen
| Lage                            | Bezeichnung | Beschreibung | Erfassungs- nummer | Ausweisungsart | Bild |
| ------------------------------- | ----------- | ------------ | ------------------ | -------------- | ---- |
| Am Anger 6 ehemals OT Unterkaka | Wohnhaus    |              | 094 85563          |                |      |

## Legende
In den Spalten befinden sich folgende Informationen:
- Lage: Nennt den Straßennamen und wenn vorhanden die Hausnummer des Kulturdenkmals. Die Grundsortierung der Liste erfolgt nach dieser Adresse. Der Link „Karte“ führt zu verschiedenen Kartendarstellungen und nennt die geographischen Koordinaten.
Link zu einem Kartenansichtstool, um Koordinaten zu setzen. In der Kartenansicht sind Baudenkmale ohne Koordinaten mit einem roten bzw. orangen Marker dargestellt und können in der Karte gesetzt werden. Baudenkmale ohne Bild sind mit einem blauen bzw. roten Marker gekennzeichnet, Baudenkmale mit Bild mit einem grünen bzw. orangen Marker.
- Offizielle Bezeichnung: Nennt den Namen, die Bezeichnung oder zumindest die Art des Kulturdenkmals und verlinkt, soweit vorhanden, auf den Artikel zum Objekt.
- Beschreibung: Nennt bauliche und geschichtliche Einzelheiten des Kulturdenkmals, vorzugsweise die Denkmaleigenschaften.
- Erfassungsnummer: Für jedes Kulturdenkmal wird in Sachsen-Anhalt eine 20stellige Erfassungsnummer vergeben. Die letzten zwölf Ziffern werden für die Untergliederung nach Teilobjekten genutzt und werden nur angegeben, soweit vergeben. In dieser Spalte kann sich folgendes Icon  befinden, dies führt zu Angaben zu diesem Baudenkmal bei Wikidata.
- Ausweisungsart: Die Einordnung des Denkmales nach § 2 Abs. 2 DenkmSchG LSA
- Bild: Ein Bild des Denkmales, und gegebenenfalls einen Link zu weiteren Fotos des Kulturdenkmals im Medienarchiv Wikimedia Commons. Wenn man auf das Kamerasymbol klickt, können Fotos zu Kulturdenkmalen aus dieser Liste hochgeladen werden: